# Gloria Jones
Gloria Richetta Jones, född 19 oktober 1945 i Cincinnati, Ohio, är en amerikansk sångare och låtskrivare.
Gloria sjöng originalversionen av Tainted Love som senare även spelats in av bland andra Soft Cell.
Hon har skrivit många sånger genom åren, bland annat till The Supremes, Marvin Gaye och Diana Ross, och Gladys Knight & the Pips. Låten "If I Were Your Woman", som hon skrev till Gladys Knight & the Pips' nominerades till en Grammy år 1971.

## Biografi
Gloria Jones föddes i Cincinnati i Ohio och flyttade vid sju års ålder till Los Angeles i Kalifornien. Där började hon som 14-åring sjunga i en gospeltrio som blev framgångsrik. Gruppen kallades Cogic Singers och spelade in en skiva, "It's a blessing". Hon sökte sig i senare tonåren mot Los Angeles popscen.
1964 började Gloria Jones samarbeta med låtskrivaren och producenten Ed Cobb. Hon spelade in sin första hit-skiva  Heartbeat Pts 1 & 2 med  Greengrass Productions och turnerade runt i USA. Bland annat uppträdde hon i flera tv-sändningar. Låten "Heartbeat" har senare spelats in av flera andra artister. Hon släppte genom ett annat skivbolag, Uptown Records, flera låtar varav "Tainted Love" var B-sidan på en vinylskiva med A-sidan "My Bad Boy's Coming Hom". Låten spred sig och blev känd inom Northern soul-kulturen. 
Gloria Jones studerade piano och tog en examen med inriktning på Bach. Med teamet Catch My Soul satte hon 1968 upp en rock- och soulversion av Othello. I teamet medverkade bland andra Jerry Lee Lewis, The Blossoms och Dr. John. Samma år var hon även med i en pjäs kallad Revolution vid Mark Taper Forum i Los Angeles samt även i musikalen Hair i Los Angeles.

## Låtskrivande
När Gloria Jones började skriva för Motown Records använde hon en tid pseudonymen LaVerne Ware.
Några av de mest kända artisterna som Gloria Jones och  Pam Sawyer skrev för var Gladys Knight & the Pips, Commodores, The Four Tops och The Jackson 5. Jones arbetade under denna tid även med andra kända låtar:
- The Supremes' "Have I Lost You" (låtskrivare)
- Marvin Gaye and Diana Ross' "My Mistake" (låtskrivare)
- Junior Walker's "I Ain't Goin' Nowhere" (låtskrivare/producent)
- the Four Tops' "Just Seven Numbers" (låtskrivare)
- Ry Cooder's namngivande, första album (körsång)
- Gladys Knight & the Pips' "If I Were Your Woman" (låtskrivare)

Den mest ihågkomna låten av dessa är troligen "If I Were Your Woman" som nominerades till en Grammy år 1971.
1973 släpptes Jones studioalbum Share My Love där hon också var låtskrivare till alla låtar utom en. Albumet fick bra kritik men hon valde att lämna Motown för att istället samarbeta med Marc Bolan, som hon inledde ett förhållande med, och T. Rex. 1976 släppte Gloria Jones albumet Vixen. Med på det albumet var flera låtar skrivna av Marc Bolan. Han agerade även producent för albumet.
1977 arbetade Gloria Jones med gruppen Gonzales, där hon producerade flera av deras singlar, skrev discohiten "Haven't Stopped Dancing Yet" och även turnerade runt i Storbritannien med dem.
1978 släppte hon ett albumet Windstorm och på dess omslag stod "Special Dedication in memory of my son's father, Marc Bolan, whom we miss very much." (på svenska: 'Speciellt tillägnelse till minne av min sons far, Marc Bolan, som vi saknar väldigt mycket.') Singeln på albumet "Bring On The Love" blev en framgång på R&B-rankningslistorna.
Gloria Jones släppte 1981 albumet Reunited, producerat av Ed Cobb, och hon samarbetade med Billy Preston och andra Cogic Singers för att 1984 släppa ett återföreningsalbum kallat The Cogic's.

## Diskografi

### Solosinglar i USA
| År   | A-sida/B-sida                                                          | Catalog no.      |
| ---- | ---------------------------------------------------------------------- | ---------------- |
| 1964 | "Tainted Love" / "My Bad Boy's Coming Home"                            | Champion 14003   |
| 1965 | "Heartbeat (Part 1)" / Heartbeat (Part 2)"                             | Uptown 712       |
| 1966 | "Finders Keepers" / "Run One Flight of Stairs"                         | Uptown 724       |
| 1966 | "Come Go with Me" / "How Do You Tell an Angel"                         | Uptown 732       |
| 1968 | "I Know" / "What About You"                                            | Minit 32046      |
| 1969 | "Look What You Started" / "When He Touches Me"                         | Minit 32051      |
| 1973 | "Why Can't You Be Mine" / "Baby Don't Cha Know (I'm Bleeding for You)" | Motown 1256      |
| 1978 | "Bring On the Love" (Single Version) / "Cry Baby"                      | Capitol 4563     |
| 1978 | "Bring On the Love" (Album Version) / "Bring On the Love"              | Capitol 12" 4563 |
| 1978 | "Woman Is a Woman" / "Blue Light Microphone"                           | Capitol 4662     |
| 1979 | "When I Was a Little Girl" / "When I Was a Little Girl"(Inst)          | Capitol 4762     |
| 1982 | "My Bad Boy's Coming Home" / "We Gotta All Get Together"               | Avi 187          |
| 1982 | "My Bad Boy's Coming Home" / "Tainted Love"                            | Avi 338          |

### Solosinglar i Storbritannien (utvalda)
| År   | A-sida/B-sida                                                                     |
| ---- | --------------------------------------------------------------------------------- |
| 1973 | "Tin Can People" / "So Tired"                                                     |
| 1976 | "Get It On (Part 1)" / "Get It On (Part 2)"                                       |
| 1976 | "I Ain't Going Nowhere" / "Simplicity Blues"                                      |
| 1976 | "Tainted Love" (New Version) / "Go Now" (Album Version) (12" - MAXI)              |
| 1977 | "To Know You Is to Love You" / "City Port" (with Marc Bolan)                      |
| 1977 | "Go Now" (Single Version) / "Drive Me Crazy (Disco Lady)"                         |
| 1977 | "Bring On the Love" (Single Version) / "Cry Baby"                                 |
| 1977 | "Bring On the Love" (Album Version) / "Bring On the Love" (Instrumental)          |
| 1978 | "When I Was a Little Girl" /"When I Was a Little Girl" (Instrumental)             |
| 1978 | "Windstorm" / "Blue Light Microphone"                                             |
| 1979 | "Listen to Me" / "Father I'm Coming Home" (From the v/a Double Album Alpha Omega) |

### Filmografi
| År   | Film                 | Roll    |
| ---- | -------------------- | ------- |
| 2013 | 20 Feet from Stardom | Herself |